# Wangersen
Wangersen ist ein Ortsteil der Gemeinde Ahlerstedt im Landkreis Stade in Niedersachsen (Deutschland). Zu Wangersen gehören die beiden Ortsteile Klein Wangersen und Hohenhausen.

## Geographie
In der Nähe von Wangersen hat der Knüllbach seinen Ursprung.

### Nachbarorte
|                  | Ottendorf                                   | Bokel, Ahrenswohlde |
| Wense, Viehbrock | Kompassrose, die auf Nachbargemeinden zeigt |                     |
| Steddorf         | Sellhorn                                    | Klein Ippensen      |

## Geschichte
Der älteste Nachweis, dass Menschen in der Umgebung von Wangersen gelebt haben, sind 22 Hünengräber in der Feldmark, von denen jedoch nur eins erhalten ist.
Erstmals urkundlich erwähnt wurde Wangersen am 11. November 1105 als Wagersen.
Im Ersten Weltkrieg sind 18 Soldaten aus Wagersen gefallen oder vermisst, im Zweiten Weltkrieg 33.

### Regionale Zugehörigkeit
Vor 1885 gehörte Wangersen zur Börde Ahlerstedt im Amt Harsefeld, nach 1885 zum Kreis Stade und seit 1932 zum heutigen Landkreis Stade.
Von 1. Januar 1971 bis zum 1. Juli 1972 war Wangersen eine Mitgliedsgemeinde der Samtgemeinde Ahlerstedt, wurde aber im Zuge der Gemeindereform in Niedersachsen am 1. Juli 1972 nach Ahlerstedt eingemeindet.

### Einwohnerentwicklung
| Jahr | Einwohner            |
| ---- | -------------------- |
| 1824 | 11 Feuerstellen      |
| 1848 | 194 Leute, 31 Häuser |
| 1910 | 327                  |

### Kirche
Wangersen ist evangelisch-lutherisch geprägt und gehört zum Kirchspiel der Kirche Ahlerstedt.
In Wangersen gibt es zudem eine neuapostolische Gemeinde mit eigener Kirche.

## Verkehr und Infrastruktur

### Wirtschaft
Vor Ort gibt es eine Bäckerei, einen Schlachter, zwei Gaststätten und eine Autowerkstatt, sowie zwei Zimmereien und eine Tischlerei.

### Verkehr
Wangersen liegt an der Landesstraße 124, die im Südosten nach Steddorf, Heeslingen und Zeven und im Nordosten nach Ahlerstedt, Harsefeld und Stade führt. Im Osten geht die L 127 von der L 124 ab, die nach Ahrenswohlde und Apensen führt. Kleinere Straßen führen nach Sellhorn und Ottendorf.

## Kultur

### Baudenkmale
In der Liste der Baudenkmale in Ahlerstedt sind für Wangersen drei Baudenkmale eingetragen:
- Alte Schulstraße 5: Wohn-/Wirtschaftsgebäude (Liestmann'sches Haus, jetziges Dorfgemeinschaftshaus)
- Turmstraße 4: Wohnhaus
- Dorfstraße 11: Gasthof

### Denkmäler
Ein Denkmal für die Gefallenen aus beiden Weltkriegen steht auf dem Friedhof.

### Kulturräume

#### Dorfgemeinschaftshaus

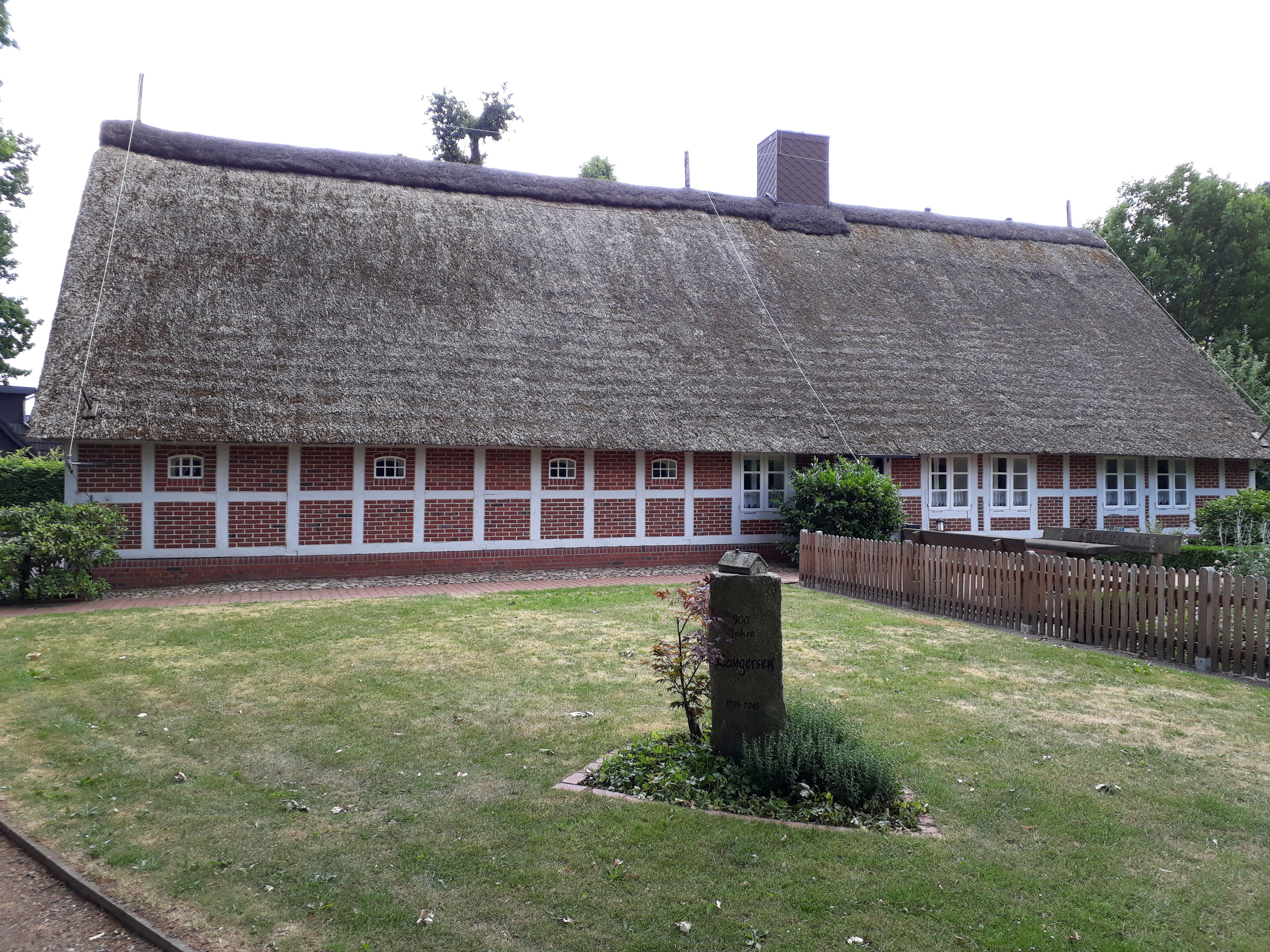
Dorfgemeinschaftshaus Wangersen

Am 13. Juni 1992 wurde das Heimathaus, ein altes Hallenhaus in Zweiständerbauweise, eingeweiht. Das Liestmann’sche Haus wurde um 1817 an einem anderen Standort erbaut. In seiner über 150-jährigen Existenz zog es zweimal um, was zu früheren Zeiten nicht unüblich war, da Baumaterial sehr teuer war. Zuletzt gehörte es Familie Liestmann, die es 1960 erworben hatte. 1987 kam der damalige Bürgermeister Brunkhorst auf die Idee, das seit Jahren leerstehende Haus abzureißen und in der Alten Schulstraße in Wangersen wiederaufzubauen. Fünf Jahre später wurde es als Dorfgemeinschaftshaus eingeweiht. Es beherbergt eine große Küche und einige Ausstellungsstücke, die wie auf einer Galerie ausgestellt sind. Das Reetdachhaus bietet Platz für 200 Personen.

### Sport

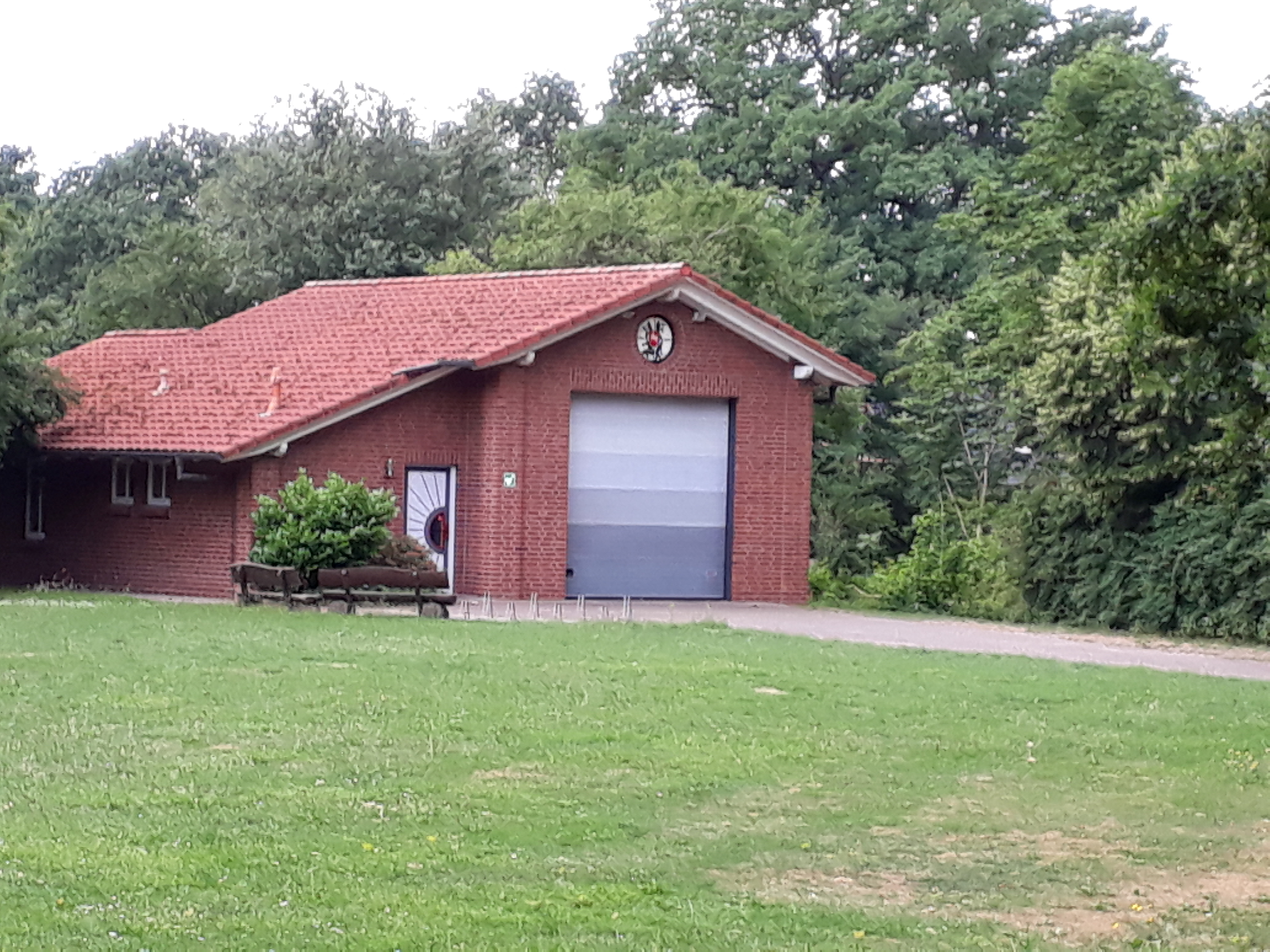
Feuerwehrhaus Wangersen

Überregional bekannt ist der MTV Wangersen mit seiner Faustballabteilung. Er wurde 21 Mal Deutscher Meister in den Jugendklassen. Neben Faustball hat der Verein eine Fußballabteilung sowie verschiedene weitere Sportgruppen (Tischtennis, Turnen, Kinderturnen, Fahrrad) 

### Vereine
- Akkordeongruppe Wangersen
- DRK-Ortsverein Wangersen
- Heimatverein Wangersen/Klein Wangersen/Hohenhausen
- Sing- und Klönclub
- Volkstanzgruppe Wangersen
- Freiwillige Feuerwehr

## Erzählungen

### Der letzte Bürgermeister-Ritt zu Wangersen
Wenn heute ein Bürgermeister gewählt wird, ist das demokratisch. 1950 war dies aber noch ganz anders: Der Sohn des alten Bürgermeisters wurde neuer Bürgermeister. Die „neue Regierung“ wurde im Dorfkrug beschlossen. Es wurde gar ein Schimmel in die Gaststube geführt und der Bürgermeister musste an Ort und Stelle zum Hof des Altbürgermeisters reiten, wo seine Mutter dem 28-Jährigen ihren Segen geben musste. Mit diesem Alter war er der jüngste Bürgermeister des damaligen Regierungsbezirks Stade.